# 笠原沼落
笠原沼落（かさはらぬまおとし）は、埼玉県南埼玉郡宮代町を流下する河川である。

## 概要
この笠原沼落は江戸中期に井沢弥惣兵衛為永が中心となり笠原沼を掘り上げ田形式にて新田開発した際、沼の中央部からの排水のために開削・整備された排水路である。このため、起点付近の流路はかつての笠原沼のおおよそ中央部を横断するような流路となっている。今日においては起点付近では東武動物公園の園内を流下し、園内に所在している多くの池とも接続する。新しい村や宮代町立図書館周辺付近より下流から東武伊勢崎線橋梁付近までの流域周辺は水田などの農地となっており、東武伊勢崎線橋梁より下流域の流域周辺は一部農地などもみられるが、主に宅地などの市街地となっている。詳細な流路に関しては以下の流路節を参照されたい。
流入
- 逆井落
- 百間用水

## 流路
- 水源：白岡市爪田ヶ谷周辺の水田などからの農業排水[4]
- 白岡市爪田ヶ谷の水田などの農地（かつての笠原沼の西部）からの農業排水を集めながら東北東へ流下する。
- 流域が南埼玉郡宮代町大字東粂原となり、流路が幾分か広くなる。この付近では東武動物公園内を蛇行しながら、大字東粂原・大字須賀・字逆井・字山崎をおおかた東南東へ流下し、途中から大字須賀・字百間（北側）と字山崎（南側）の境界を成しながら東武動物公園や新しい村の中を流下する。この付近では南方より流下してくる逆井落が流入する。
- 字道佛（北側）と字山崎・字西原（南側）の境界を成しながら南東へ向かい流下する。この区間では途中から姫宮落川の南側に並行し流下する。
- 字道佛（北側）と字姫宮（南側）との境界を成しながら南東へと流下し、途中より両岸とも字姫宮となる。両岸とも字姫宮となった付近より少しずつ姫宮落川と離れ、やや距離を置きながら並行し、南東へ流下する。
- 字川端（西側）と川端2丁目（東側）の境界を成しながら南南東へ向かい流下する。
- 川端1丁目（西側）と川端2丁目（東側）の境界より南南西へと流路を変え流下する。
- 両岸とも川端1丁目となった付近より南南西より南東へと曲流しながら流下する。
- 川端3丁目（北側）と川端4丁目（南側）の境界を成しながら南東へ向かい流下する。
- 南埼玉郡宮代町川端3丁目（北西）・川端4丁目（南西）・北葛飾郡杉戸町大字本郷（北東）・春日部市小渕（南東）の境界にて北方より流下してくる大落古利根川に至り、合流・終点となる。
- 終点：大落古利根川

## 橋梁
- 名称不明
- あずまや橋（人道橋）
- 名称不明

- 小沼橋（埼玉県道85号春日部久喜線）

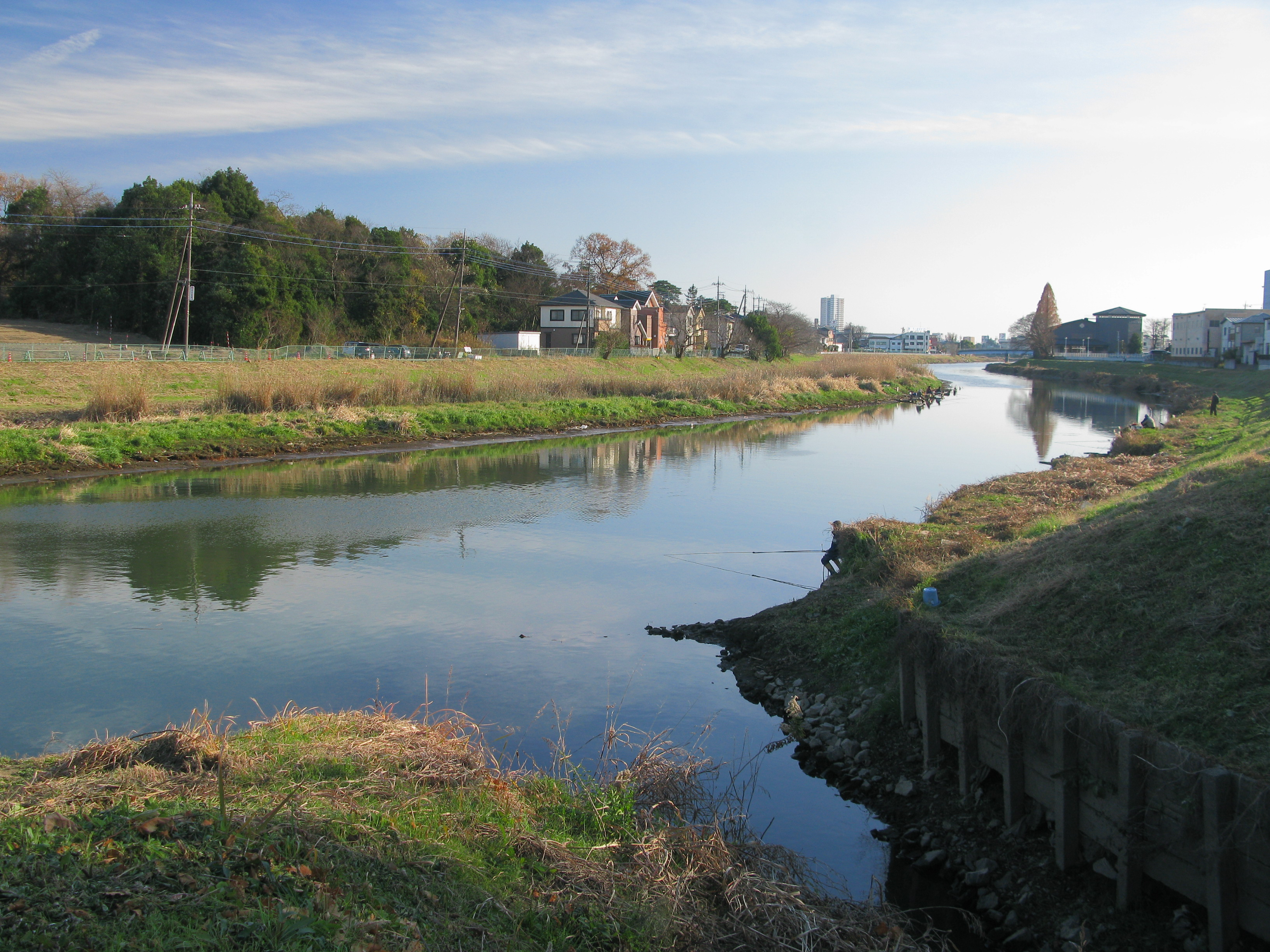
笠原沼落と大落古利根川の合流点

- 笠原橋（埼玉県道154号蓮田杉戸線・埼玉県道85号春日部久喜線）
- 笠原沼落橋梁（東武伊勢崎線）
- 笠原橋（町道）
- 川端橋（埼玉県道406号姫宮停車場線）
- 大工橋（埼玉県道406号姫宮停車場線）
- （埼玉県道85号春日部久喜線）

## 流域周辺所在の施設
- 東武動物公園
- 新しい村
- 宮代町立笠原小学校
- 宮代町立図書館
- 姫宮神社
- 姫宮駅
- 東武春日部操作場